# Sobarus poggei
Sobarus poggei là một loài bọ cánh cứng trong họ Cerambycidae.